# Santuario di Maria Santissima Incaldana
Il Santuario di Maria Santissima Incaldana (in passato noto come Chiesa Madre e Collegiata di San Giovanni Battista) è uno storico edificio religioso e chiesa madre della città di Mondragone, in provincia di Caserta (Campania).
Nel 1990 venne elevato al grado di basilica minore e, per questo, è noto anche come Basilica Minore di Santa Maria Incaldana. Ancora, tra i locali è popolarmente anche noto come Vescovado, seppur impropriamente.
È celebre per essere il luogo in cui è custodito il quadro della Madonna Incaldana (Maria Santissima Incaldana), un'icona in stile bizantino che viene venerata dalla Chiesa cattolica come protettrice della città casertana.

## Storia

### Origini: la chiesa dei Carafa
L'origine del Santuario risale alla costruzione realizzata per volontà della famiglia Carafa, principi di Stigliano e duchi di Mondragone, nel XVI secolo. In una bolla vescovile del tempo, conservata nell'archivio diocesano di Sessa Aurunca, viene riportato che la chiesa apparteneva per diritto patronale all'"eccellentissimo e illustrissimo" Luigi Carafa, principe di Stigliano e duca di Mondragone, e che essa non era completa e non aveva "i paramenti e tutte le cose nesessarie per ornarla e perfezionarla". Nel 1589 viene riportata l'esistenza di una "canonica" intitolata a San Giovanni Battista ancora in fase di costruzione, i cui lavori di prosieguo erano stati affidati per testamento agli eredi del deceduto Principe di Stigliano e Duca di Mondragone (morto nel 1579).
Già dalla sua prima creazione, la chiesa fu subito dotata dell'ufficio di un primicerio episcopale e di cinque canonici.
Essa fu edificata su una preesistente chiesa gotica del XIV secolo, della quale solo recentemente sono stati scoperti resti architettonici nei pressi del presbiterio (una colonna ed alcuni pilastri di pietra locale).
Sin dagli inizi del XVII secolo, il Santuario custodisce il quadro della Madonna Incaldana.

### La Madonna Incaldana: nascita del Santuario

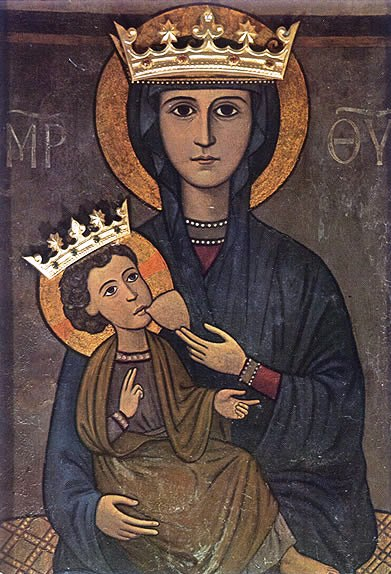
La Madonna Incaldana, protettrice della città di Mondragone, è custodita all'interno del Santuario.

La storia di questo celebre quadro si perde nel mistero e si mescola alla leggenda, alimentata da generazioni di racconti popolari.
Il quadro detto dell'Incaldana (dal denominazione "in caldana", corrispondente quindi a un luogo ricco di acque termali), è un'icona dipinta in stile bizantino su legno e raffigurante la Madonna, rappresentata seduta con in braccio il Gesù bambino benedicente e allattante al suo seno destro nudo.
Probabilmente venne dipinta da qualche devoto monaco benedettino nel XIV secolo, che in quel tempo stavano colonizzando i monti locali. Essa venne da allora custodita all'interno della Chiesetta del Belvedere, un edificio religioso del XIII secolo ai piedi della catena del Monte Massico (e qui era nota come "Madonna del Belvedere").
Ma, essendo già scampata miracolosamente indenne da un incendio appiccato dai Turchi Ottomani e per paura di altre incursioni barbariche, l'icona venne portata nel centro fortificato della città di Mondragone e trasferita nell'allora Chiesa Madre e Collegiata di San Giovanni Battista, poi divenuta nota come Santuario di Maria Santissima Incaldana.
Quindi, dal 1624 l'icona fu traslata nel Santuario in un episodio divenuto leggenda: infatti, secondo la tradizione, essa venne posta su un carro trainato da due buoi, senza che questi avessero una guida, in modo da risolvere la contesa invocata dai paesi limitrofi sul possesso della stessa. E proprio a Mondragone i buoi giunsero e morirono; la tradizione vuole che i due animali vennero sepolti sotto il sagrato del Santuario.
Dunque, sin dal suo primo arrivo, l'icona è tutt'oggi custodita nel Santuario mondragonese.

### Il nuovo Santuario: la chiesa dei Grillo
Il Santuario, dunque, arricchito dalla presenza dell'icona sacra, subì nuovi e successivi ampliamenti.
Dopo la signoria dei Carafa, giunse nella terra di Mondragone la famiglia dei Grillo come nuova feudataria.
Il primo intervento, con modifiche in termini di ampliamento e abbellimento, fu realizzato agli inizi del XVIII secolo, durante la signoria di Don Agapito IV Domenico Grillo. In quell'epoca alla chiesa furono donate da Don Nicola Michele Abbati, vescovo di Carinola, le reliquie di Sant'Agapito, San Dioscoro e Sant'Aiello, che furono deposte nell'altare maggiore e nell'altare della Madonna Incaldana.
La consacrazione della nuova chiesa patrocinata dai Grillo avvenne il 14 aprile 1727. Mentre a metà del secolo furono realizzati gli affreschi e gli stucchi della Cappella del Santissimo Sacramento (quella di sinistra).
Molto del suo aspetto attuale, quindi, è dovuto ad interventi effettuati nel corso del Settecento.
Nel 1741 in questa chiesa fu costituita la parrocchia, con il titolo di "San Michele Arcangelo intra moenia" (dal latino intra moenia significa "dentro le mura").

### Sviluppi successivi: dall'Unità d'Italia alla situazione attuale
Nel periodo post-unitario (1866–1900), con l'incameramento dei beni ecclesiastici, vi fu la decadenza e la soppressione del titolo di collegiata. Il titolo di "Collegiata di San Giovanni Battista" fu poi ripristinato nel 1953 insieme con la dignità di primicerio per il parroco-rettore del Santuario di Maria Santissima Incaldana.
I lavori di abbellimento si protassero per tutto il XIX secolo, periodo al quale risale il restauro della facciata principale esterna e nella quale sono stati inseriti i tre portali in marmo grigio locale (marmo "di San Mauro"). Sia la facciata che i portali sono gli stessi attuali.
Ancora, altri lavori interni di restauro e abbellimento sono databili al XX secolo (fino agli anni '70) e risalgono a questo periodo tutta la pavimentazione interna, i due affreschi del 1927 su ognuna delle due pareti laterali del presbiterio (la Pentecoste e l'Ascensione) e l'altare maggiore in marmi pregiati (realizzato negli anni '60 in sostituzione del vecchio). Per questo, attualmente la zona più stravolta è la zona absidale centrale, la quale non appare più né come voluta in origine né come voluta nel Settecento, se non per la grande pala d'altare, che rimane pressoché l'unico elemento originale di questa sezione.
Il 23 marzo 1990, in occasione delle festività patronali e con decreto dell'ordinario diocesano mons. Raffaele Nogaro, il Santuario venne insignito del titolo di "basilica minore". Il rito venne officiato dal cardinale Sebastiano Baggio e da mons. Riccardo Luberto, a quel tempo
parroco-rettore del Santuario. In data 18 aprile 1990 venne posta sulla facciata del Santuario una grande lapide marmorea, tutt'oggi visibile, a ricordo di tale evento.

#### Restauro
Dopo anni di negligente incuria e degrado, in cui proliferavano muffe e infiltrazioni di umidità e d'acqua piovana, è stato recentemente oggetto di un delicato restauro, con il nulla osta della Soprintendenza Archeologica Belle Arti e Paesaggio delle province di Caserta e Benevento del 10 novembre 2016. Esso, conclusosi nel 2018, ha tuttavia puramente interessato le zone interne dell'edificio, tralasciando così numerose altre criticità dell'intero complesso.
Il fautore di quest'opera restaurativa è stato l'ultimo parroco-rettore, il mons. Don Franco Alfieri (deceduto a fine 2020 durante la pandemia di COVID-19). Mentre la firma del progetto restaurativo è quella degli architetti Francesco Miraglia e Corrado Valente, con la direzione del primo, l'esecuzione è stata affidata all'impresa edile di Francesco Patalano.
Il restauro ha interessato i seguenti aspetti: innanzitutto la rimozione e il rifacimento degli intonaci compromessi e la preservazione di quelli recuperabili; poi la restaurazione delle decorazioni in stucco; e infine la ri-tinteggiatura delle pareti interne, prevalentemente con colori bianco e indaco tenue.
La nuova colorazione interna, in assenza di coloriture storicizzate (probabilmente eliminate in precedenti interventi), ha avuto lo scopo di rendere più luminoso l'ambiente ecclesiastico. Infatti, almeno l'ultima tinteggiatura nota degli interni, non appariva di questo cromatismo ma era di un colore tendente al verde acqua.
Inoltre, altre modifiche recenti all'organizzazione interna della chiesa hanno interessato le seguenti misure: innanzitutto tutti i banchi da chiesa sono stati sostituiti con dei banchi nuovi; poi è stato installato un nuovo impianto luminoso con lo scopo di rendere più illuminata la chiesa e di valorizzarne la magnificenza; e infine sono stati installati dei macchinari deumidificatori.
Il 3 febbraio 2019, una domenica, venne trasmessa in diretta nazionale su Rai 1 la Santa Messa dal Santuario mondragonese. La funzione venne celebrata dal mons. Orazio Francesco Piazza, vescovo di Sessa Aurunca, con la regia di Michele Totaro e il commento di Elena Bolasco.

## Descrizione

### Struttura originale
L'edificio realizzato dalla famiglia Carafa nel XVI secolo appare oggi largamente modificato. Come appariva la struttura della chiesa prima dei lavori ristrutturativi del XVIII secolo è riscontrabile da due disegni planimetrici del 1713.
Da essi, infatti, si può notare che essa appariva impostata con uno stile basilicale, con un transetto poco differenziabile, con una suddivisione in tre navate (a loro volta suddivise ognuna in tre campate per lato) e con tre absidi semicircolari, una per navata, con la più grande in linea con quella centrale.
Aveva un ingresso unico, inserito all'inizio della navata centrale.
Appena entrati, si poteva notare a destra il fonte battesimale, che aveva la forma di un cilindro su un piedistallo e era sormontato da un coperchio conico.
La navata laterale sinistra aveva tre altari (uno per ogni campata) addossati alla sua parete sinistra, così com'erano presenti due altari sulle due pareti opposte (destra e sinistra) del transetto. La navata laterale destra, invece, presentava nella sua terza campata destra (in ordine di entrata) l'accesso alla piccola sagrestia.
L'altare maggiore, con tutti i paramenti e la pala d'altare, era situato nella zona del presbiterio. Nella zona del coro si vedeva addossato alla colonna sinistra il trono vescovile, mentre al centro era organizzato permanente lo "strato del Duca" ovvero l'inginocchiatoio con sedia, cuscini e tappeto per la famiglia ducale mondragonese.
Infine si poteva notare un tetto ligneo nella navata centrale, un soffitto a volte in quelle laterali, e una volta ad otto fusi sormontata da una cupola con tamburo ottagonale nella zona centrale del transetto.

### Struttura attuale
La planimetria del Santuario, così come si presenta attualmente, appare pressoché quasi immutata da quella originale. Infatti esso ha la struttura di una chiesa con pianta a croce latina, divisa in tre navate, con un transetto, con un ampio presbiterio, con un'abside e con due cappelle absidali laterali.
Le differenze essenziali con la prima versione stanno nell'organizzazione, interna ed esterna. Infatti non sono più presenti tutti quegli altari della navata sinistra e del transetto, ma ne sono presenti solamente due nelle prime due campate sinistre e nella seconda campata destra (oltre ovviamente a quelli delle due cappelle e quello maggiore). Poi, anche la morfologia delle tre zone absidali stesse appare modificata, in quanto non sono più semicerchi ma quadrilateri. Altra differenza è rappresentata dalla posizione della fonte battesimale, non più collocata sulla destra interna dell'ingresso principale ma sulla destra interna del terzo ingresso laterale (quello della navata destra). Infine, altra modifica evidente è proprio quella della presenza di tre ingressi anziché uno solo centrale.

#### Esterno
Esternamente, la facciata attuale del Santuario è un rifacimento del XIX secolo, realizzata in un tipico stile eclettico-classicheggiante.
Essa si presenta tripartita, pressoché rettangolare e con tre entrate, una per ogni navata, di cui la più grande è quella della navata centrale ed è caratterizzata da un grande ma semplice portale in pietra sul cui architrave è inciso "Santuario di M. SS. Incaldana". Le due porte laterali, destra e sinistra, più piccole, sono sormontate da due finestroni circolari, mentre sul portale centrale troviamo appoggiato un finestrone a forma di lunetta.
Ancora, sono presenti sulla facciata sei paraste di colore bianco, in risalto sulla facciata di colore giallo paglierino. Due di esse sono poste agli estremi, destro e sinistro, mentre le altre quattro (a coppie di due) sono intervallate tra il portale centrale e le due porte laterali.
Poi, a livello del fregio della trabeazione posta al di sopra dei capitelli parastali, attraversante lungo tutta la facciata, si nota una banda decorata con caratteri in rosso su sfondo blu che recitano "Tu Sei L'Onore Del Nostro Popolo O Maria Incaldana".
Infine, sopra quest'ultima banda, si poggia un grosso frontone, il cui timpano è decorato da un mosaico policromo che raffigura al centro la Madonna Incaldana (racchiusa all'interno di una vesica piscis) ai cui lati sono raffigurati la Chiesetta del Belvedere ai piedi del monte (a sinistra) e il mare con due barche a vela (a destra).
Le decorazioni del timpano e della banda del fregio sono opere decorative recenti, infatti esse non sono visibili nelle foto storiche della facciata. Mentre, i tre portali d'ingresso sono anch'essi dell'Ottocento e sono realizzati in marmo grigio mondragonese.

#### Interno

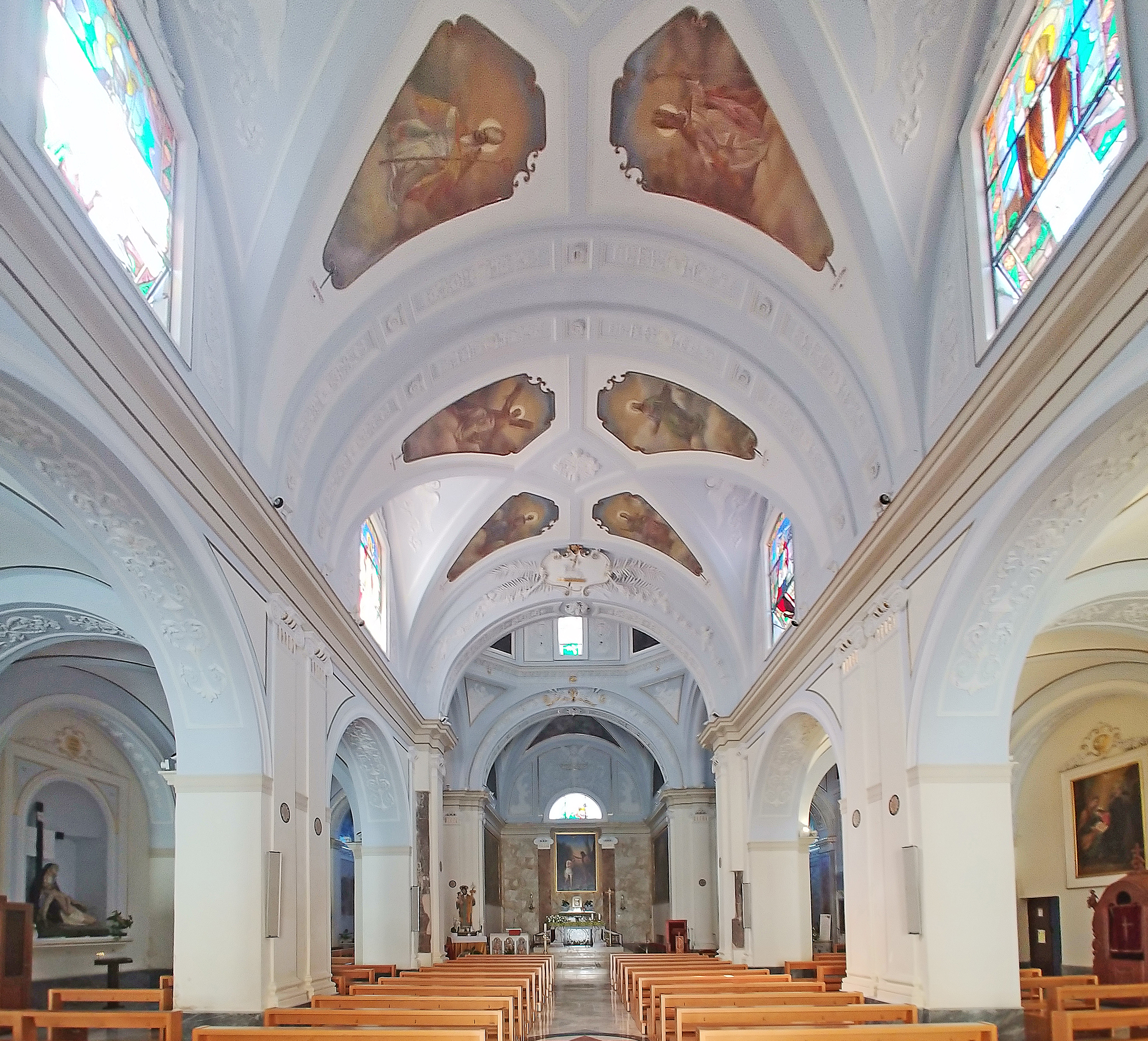
Interno

L'ingresso, interamente, è sormontato dalla cantoria e dalla presenza di un organo a canne.
La navata centrale, più alta delle due laterali, presenta una volte a botte arricchita di affreschi che raffigurano Profeti e Patriarchi.
È presente anche una cupola, posta in alto al centro del transetto, e si presenta affrescata con figure di Angeli e dei quattro Evangelisti.
L'abside e il presbiterio della navata centrale sono decorati con marmi e sono presenti due grandi affreschi raffiguranti l'Ascensione e la Pentecoste. La volta a crociera absidale è affrescata con un San Michele che scaccia gli Angeli ribelli e con scene della vita e del martirio di San Giovanni Battista.
L'altare maggiore è posto al centro del presbiterio dinanzi al ciborio ed è decorato con marmi e mosaici. Al di sopra del ciborio stesso, tra lesene marmoree, si può ammirare l'immagine centrale del Santuario, il Battesimo di Gesù, grande opera su tela di scuola napoletana del XVIII secolo.
Le navate laterali sono coperte con volte a crociera con stucchi decorativi e sono congiunte alle rispettive aree absidali dai bracci laterali del transetto, che sono più alti e con una volta a botte.
La navata destra è arricchita da una decorazione settecentesca. Sebbene sia laterale, è la più importante delle tre navate, in quanto è dedicata all'accoglimento della celebre icona dipinta su legno con la raffigurazione della Madonna Incaldana. Il quadro si trova alla fine di questa navata, nella sua zona absidale, ed è racchiuso in un altare monumentale con marmi policromi e terminante con le statue di due angeli reggicorona. Il quadro è montato in una sontuosa e vistosa cornice d'argento del 1740. Questa "Cappella della Madonna" presenta: una cupola (non decorata); rivestimento parietale totalmente in marmo e decorazioni superiori con stucchi in bianco e in oro; pennacchi con stucchi raffiguranti in bianco angioletti, fiori e uccelli su sfondo oro; due lunette laterali affrescate ed infine una lunetta centrale, sormontante il monumento del quadro della Madonna, in cui non è presente un affresco (come nelle altre due) ma bensì è presente una piccola vetrata policroma.
Infine, la navata di sinistra, strutturalmente speculare a quella di destra, è invece conclusa dalla "Cappella del Santissimo Sacramento" ed è decorata anch'essa con stucchi e affreschi del Settecento di scuola napoletana. Degno di nota è la presenza in questa navata delle spoglie di un "San Bonifacio Martire", esposto alla vista in una lunga cassa reliquiaria aperta. Ancora, nella prima campata vi si trova un crocifisso in pietra, le cui origini sono incerte: la piccola scultura potrebbe risalire al XVII-XVIII secolo ed è racchiusa in un grosso e elaborato altare marmoreo policromo. Anche questa cappella è aperta nella porzione superiore della parete centrale da una piccola vetrata policroma di forma rettangolare.
Altre decorazioni aggiuntive sono rappresente dalle nicchie a pianta semicircolare presenti sia nella navata sinistra che in quella destra; in esse sono presenti delle statue dipinte raffiguranti santi e divinità (una Donna vestita di Stelle e con la Luna ai suoi piedi, una Pietà, un Cristo risorto, un Santo). Sono poi presenti altre due statue al di fuori delle nicchie, una scoperta (un Papa Giovanni Paolo II) e un'altra contenuta in una nicchia lignea con vetro a pianta rettangolare (una Santa con Bambino). Ancora, sono presenti due confessionali lignei, uno a destra e uno a sinistra, entrambi decorati superiormente con putti e con un putto reggicroce in cima. Infine, alla cima dei piedritti delle due navate laterali sono collocate delle formelle policrome rappresentanti le 14 stazioni della Via Crucis.

#### Cupola
La particolarità della Cupola del Santuario mondragonese, di cui stranamente è molto raro trovarne traccia nella trattatistica analitica sulle cupole campane (non permettendo di coscerne la storia costruttiva e minando il processo conservativo), sta nel fatto che essa appare "invisibile" a chi osserva la chiesa dal basso, dalla strada frontale, tanto che non tutti i cittadini sono a conoscenza della sua esistenza.
Già ai tempi dei Carafa era presente nella zona del transetto una volta ad otto spicchi sormontata da una cupola con tamburo a pianta ottagonale. E ad oggi, la cupola esistente, ha lo stesso impianto; si potrebbe quindi ipotizzare che si tratti della cupola originaria, con dovute modifiche successive.

##### Interno
Il tamburo è irregolare: degli otto "spicchi", due in posizione longitudinale sono più lungi dei restanti sei. Quindi, immaginando come se la cupola dovesse risultare tonda, essa appare leggermente schiacciata in quei due poli e risulta ellittica.
Invece, in quattro lati della parte interna del tamburo sono inserite delle aperture finestrate e negli altri quattro sono rappresentanti in affresco i quattro Evangelisti.
Infine, ogni spicchio interno della cupola propriamente detta è decorato con l'affresco di un singolo angelo (per un totale di otto figure angeliche per otto spicchi).

##### Esterno
Il complesso equilibrio di stabilità della struttura muraria della cupola vera e propria è dovuto alla presenza di otto anelli posti a gradoni, ben visibili dall'esterno.
La cupola termina con una lanterna di piccole dimensioni e cieca, quindi priva di aperture finestrate. Ha forma cilindrica sormontata da un tronco di piramide. Sulla sua estremità è posta una croce in ferro, molto esile.
Esternamente la cupola è ricoperta quasi interamente da tegole curve (coppi), ad eccezione dei punti in cui si alternano gli otto anelli a gradoni, che sono decorati con maioliche a scacchi gialli e verdi. La stessa decorazione a maioliche ricopre tutta la superficie esterna della lanterna.
In particolare, delle maioliche non si sa né dove vennero realizzate né quando vennero montate, ma fanno certamente parte di una tradizione tipica di certe zone campane (come le ceramiche di Vietri). Un'ipotesi, basata puramente da un'analisi visiva del tamburo esterno, che si presenta rifinito con intonaco bianco e con intarsiature decorative squadrate e geometriche, può portare a immaginare ad un più recente tentativo di "ammodernamento" di tutto l'aspetto esterno della cupola.

### Lapidi
Il Santuario custodisce anche un esiguo numero di lapidi, funerarie e commemorative, che contribuiscono alla documentazione storica cittadina.
Esse sono databili in un arco temporale che va dal XVIII al XX secolo.
Delle 10 lapidi parenti, queste sono quasi tutte presenti all'interno dell'edificio ad eccezione di 2 di esse, che sono collocate sulla facciata principale esterna. Le restanti 8 lapidi sono situate 1 nel pavimento d'ingresso, 2 nella navata sinistra e le restanti 5 tutte nella navata laterale destra.
In questa sezione, le lapidi sono suddivise in due classi (funerarie e commemorative) e sono descritte cronologicamente dalla più antica alla più recente.

#### Lapidi funerarie
All'interno del Santuario è possibile osservare cinque lapidi funebri, databili da fine XVIII alla seconda metà del XIX secolo. Esse sono tutte appartenenti a membri della famiglia gentilizia dei Tarcagnota, ricchi commercianti locali e possessori dello storico Palazzo Tarcagnota, tuttora esistente e ubicato nei pressi di questo tempio. Tre di esse sono dedicate a donne e le restanti due a uomini. In due di esse è anche raffigurato lo stemma di famiglia, che corrisponde alla seguente blasonatura: "D'azzurro, al guerriero al naturale, posto in palo e armato con elmo, lancia e arco, accompagnato da due cagnolini al naturale".
Tutte queste lapidi hanno lo scopo di rendere memoria ai defunti, ricordandone le virtù civili e familiari. Inoltre, esse sono intrise di sentimento religioso. Infatti, i defunti vengono elogiati per la loro fede, bontà, pietà, nella speranza che essi siano salvati dalla morte che li ha colti. Chiaramente, sono presenti anche la data e gli anni alla morte. Infine, è di una certa rilevanza ribadire che questa tipologia di lapidi si ispirano alle epigrafi romane dell'età classica, ricercando, con l'uso della lingua latina, quel fascino e quella solennità di un tempo.
La prima per cronologia è quella appartenente a Birgitta Beatrice (1776–1795), una giovanissima donna, unica figlia di Giulio Beatrice e moglie di Pasquale Tarcagnota, morta a soli 19 anni per febbri sopraggiunte nel periodo del suo puerperio, quindi dopo aver avuto un parto. La lapide è in marmo bianco con marmorizzazioni rosse, incorniciata in un telaio in marmo giallo (scheggiato nell'angolo sud-orientale) e si presenta ornato esternamente sia sopra che sotto con decorazioni marmoree: nella zona sud è presente un decoro a motivo floreale in marmo bianco e rosso; mentre, nella zona nord troviamo un piccolo "frontone" in marmo bianco, il cui timpano è in marmo rosso con una decorazione centrale a forma di conchiglia, realizzata anch'essa in marmo bianco. Qui segue l'intera inscrizione in latino:
In ordine, la seconda è quella di Ottavia Tarcagnota (1764–1804), figlia di Epifanio Tarcagnota e moglie di Andrea Caramanna. Morì a 40 anni, 10 mesi e 19 giorni. La lapide, di forma rettangolare, reca l'iscrizione realizzata su una lastra di ardesia nera, incorniciata con un telaio in marmo policromo (con colori che vanno dal bianco al rosso e dal marrone al nero); due mensoline marmoree e decorate la sorreggono. Qui segue l'intera inscrizione in latino:
La terza, poi, è quella di Epifanio Tarcagnota (1744–1811), padre di Ottavia Tarcagnota e marito di Paola Chinappi; quest'ultima è la committente dell'opera lapidea. Morì a 67 anni, 5 mesi e 2 giorni. La lastra inscritta è di ardesia nera (come quella della figlia) e con cornice in marmo marrone striato, a sua volta contornata da una cornice sottile in marmo nero. È generalmente rettangolare, ma la zona basale ha forma pressoché triangolare con quattro decorazioni: ai lati due piramidi simili a castagne in marmo giallo e con inserti in marmo nero (un 18 a sinistra e un 13 a destra, forse a rappresentare la data di dedica, il 1813); in punta un fiore trilobato in marmo giallo, simile a un tulipano; infine, al centro un fiore a quattro petali in marmo giallo e col pistillo in marmo rosso. Ai quattro angoli della lastra d'ardesia sono incisi quattro fiori (o quadrifogli) stilizzati e inscritti in una circonferenza. La lastra, per il materiale usato, risulta in parte consumata. Qui segue l'intera inscrizione in latino:
La quarta lapide appartiene a Marianna Tarcagnota (come si legge inscritto nell'incipit "D. O. M. / Mariannae Tarcagnotae"). La sua lastra è la peggior conservata di quelle del tempio, quasi completamente abrasa e sbiadita. È incastonata nella muratura e fissata da sostegni in ferro. È difficilmente leggibile e si può intravedere raffigurato lo stemma di famiglia al centro della zona superiore.
Infine, l'ultima è quella di Giovanni Tarcagnota (1805–1861), figlio di Pasquale Tarcagnota e Adriana Ricca. Morì a 56 anni il 28 maggio 1861. La sua lapide è una semplice lastra in marmo bianco senza cornice o decorazioni, ad eccezione dell'incisione dello stemma di famiglia al centro della zona superiore. Qui segue l'intera inscrizione in latino:

#### Lapidi commemorative
Queste lapidi sono dedicate alla celebrazione e al ricordo di eventi particolari, discostandosi dal tema dell'elogio funebre proprio di quelle dei Tarcagnota.
Di tutte queste, la prima per datazione è posta sulla parete destra della navata laterale destra e riguarda l'elevazione dell'"Altare della Madonna Incaldana" ad "Altare Privilegiato" per indulto di Papa Pio VI (28 marzo 1776). Il testo inscritto è in latino, fatta eccezione per l'incipit in italiano, che recita "Altare Privilegiato / Indulgenza Plenaria Perpetua / Indulto Pio VI 1776". È in marmo di Carrara grigio, di forma pressoché rettangolare (60×50×1,5 cm) con la parte superiore ad arco, sorretto da due piccole mensole. Qui segue l'intera inscrizione in latino (con traduzione in italiano e senza l'incipit):
Un'altra lapide, incastonata nella pavimentazione dell'ingresso principale, è la seconda cronologicamente parlando e commemora un intervento restaurativo dell'anno 1846. Qui segue l'intera inscrizione in latino:
Invece, sulla facciata esterna del Santuario, sono presenti le più grandi lapidi del tempio (200×150 cm + cornice) e sono anche le uniche due esposte esteriormente. Si tratta di due lapidi gemelle, realizzate l'una nel 1953 e l'altra nel 1954. La prima venne eretta per commemorare la proclamazione del tempio a Santuario della Madonna Incaldana. Invece, la seconda tratta brevemente la storia dell'icona e poi esplicita l'autorizzazione papale ad ornare il capo mariano con una corona metallica in oro. Le lapidi sono entrambe in marmo di Carrara grigio, così come lo sono le quattro mensole che le ancorano alla facciata, mentre le cornici sono realizzate in marmo bardiglio grigio.
Qui segue la parte iniziale della lunga inscrizione in latino della gemella del '53 (con traduzione in italiano):
subinvocatione "INCALDANA" declaratur [...]»
Invece, qui segue la parte iniziale della lunghissima inscrizione in latino di quella del '54 (con traduzione in italiano):
ss. patriarcalis basilicae principis apostolorum de Urbe archipresbiter
sacrae congregationis rev. fabricae praefectus
esc.mo ac rev.mo Caietano De Cicco suessano episcopo salutem in Domino [...]»
Infine, l'ultima lapide per data di collocazione è quella dedicata alla commemorazione dell'elevazione del Santuario a Basilica minore (23 marzo 1990) ed è datata 18 aprile 1990. È rettangolare ed è in marmo di Carrara grigio, sorretto da due piccole mensole e incorniciato con un telaio in marmo Montecitorio rosso. Qui segue l'intera inscrizione in italiano: